# Gemeinde (China)
Eine Gemeinde (chinesisch 鄕 / 乡, Pinyin xiāng) ist eine administrative Einheit auf Gemeindeebene in der Volksrepublik China und der Republik China auf Taiwan.

## Geschichte
Historisch ist die Gemeinde als chinesische Verwaltungseinheit ein unbefestigter Marktort auf dem Land, während die sogenannte Großgemeinde (鎮 / 镇) immer eine Stadtmauer und eine Garnison hatte. Die Größe einer Gemeinde schwankte über die Jahrtausende stark. In der Westlichen Zhou-Dynastie (1045–770 v. Chr.) bestand eine Gemeinde aus 12.500 Haushalten, während der Östlichen Zhou-Dynastie (770–256 v. Chr.) waren es 2000 Haushalte, während der Han-Dynastie (206 v. Chr. – 220 n. Chr.) dann 10.000 Haushalte. Als in der Tang-Dynastie (618–907) die Rolle der Kreise gestärkt wurde,
bestand eine Gemeinde nur noch aus 500 Haushalten und war in fünf Dörfer (damals 里,  lǐ) von jeweils 100 Haushalten unterteilt. Diese administrative Gliederung wurde im Prinzip bis zum Ende der Qing-Dynastie im Jahre 1911 beibehalten,
wenn auch durch die unter Kaiser Qianlong (reg. 1735–1795) verringerte Besteuerung der Landwirte, welche zu einer stark reduzierten Kindersterblichkeit im ländlichen Raum und einer Bevölkerungsexplosion führte, die Anzahl der Bewohner eines einzelnen Dorfes bzw. einer Gemeinde ab etwa 1800 drastisch zunahm.

## Volksrepublik China
Die Gemeindeebene folgt in der administrativen Gliederung der Volksrepublik China unter der Kreisebene (Kreise, Banner, Autonome Kreise, Autonome Banner, Städte, Stadtbezirke usw.). Auf dieser Ebene existieren im Jahr 2021 38.556 Einheiten, von denen 7.197 Gemeinden, etwa mit der englischen township vergleichbar, waren.
Der Gemeinde steht ein Bürgermeister (鄉長 / 乡长) vor, der in der Regel Stellvertretender Sekretär des Gemeindekomitees der Kommunistischen Partei Chinas ist. Ihm zur Seite steht der Sekretär des Gemeindekomitees, der in der Regel Vize-Bürgermeister (副鄉長 / 副乡长) ist. Im Autonomen Gebiet Innere Mongolei gibt es in überwiegend von der Viehzucht geprägten mongolischen Siedlungsgebieten die Sum, die in etwa den Gemeinden entsprechen.

### Entwicklung
Immer mehr Gemeinden werden aufgrund ihrer gestiegenen Bevölkerungszahl und einer gewissen Urbanisierung im Zentrum der Ansiedlung in Großgemeinden (鎮 / 镇) umgewandelt.
In einigen Metropolen, z. B. Haidian in Peking, wo Gemeinden von der rasanten Urbanisierung quasi überrollt worden sind, wurde eine Parallelstruktur errichtet. Parallel zur fortbestehenden Gemeinde wurde ein „Gebietsbüro“ (地區辦事處 / 地区办事处) errichtet, das oft sogar einen anderen Ortsnamen als die ursprüngliche Gemeinde trägt. Das Gebietsbüro ist für die urbane, die Gemeinderegierung für die (noch) agrarische Bevölkerung zuständig.

## Republik China
In der Republik China auf Taiwan heißen die Gemeinden zhèn (鎮 / 镇) und xiāng (鄉 / 乡), wobei entsprechend der Siedlungsstruktur mit zhèn die städtischen Gemeinden (englisch urban townships) und mit xiāng die ländlichen Gemeinden (englisch rural townships) bezeichnet werden.
2004 gab es in der Republik China 61 städtische und 226 ländliche Gemeinden.